# San Salvador (Entre Ríos)
San Salvador è una città dell'Argentina situata nella provincia di Entre Ríos, a circa 205 chilometri da Paraná.
La città fu fondata il 25 dicembre 1889 da Miguel P. Malarin.
San Salvador è nota per essere al centro di una ricca regione agricola, massima produttrice nazionale di riso.